# Inégalités salariales entre hommes et femmes
 (octobre 2023).
Les inégalités salariales entre hommes et femmes se définissent par un écart de salaire entre les hommes et les femmes, écart souvent exprimé en pourcentage des revenus des hommes. Les raisons de cet écart de revenus font l’objet de débats, en sociologie et en économie notamment, pour quantifier la part qui revient à des constructions sociales (division sexuée du travail avec des métiers et filières moins bien rémunérées ; contraintes ou préférences individuelles liées à l’éducation conduisant à des professions moins rémunératrices, nombre d’heures travaillées, pauses dans les carrières professionnelles, freins dans les carrières, etc.) ou à une discrimination sexiste plus évidente lorsqu'il s'agit de comparer des différences individuelles pour un poste et un métier strictement identique.
Pour l'Organisation de coopération et de développement économiques (OCDE), qui ne prend en compte que les temps pleins dans ses pays membres, le salaire médian des femmes est de 11,9 % inférieur à celui des hommes en 2021.

## Mesure et origine des écarts

### Écart global de revenus
La mesure des écarts globaux de revenus salariaux entre hommes et femmes est utilisée à l'échelle des États à des fins macroéconomiques, par exemple pour comparer des pays entre eux, les inégalités de genre étant perçues comme l’un des principaux obstacles au développement humain, ou pour mesurer l'effet d'une modification de ces inégalités. Toutefois, lorsque ces écarts sont analysés non plus sous l'angle macroéconomique, mais sous l'angle de la justice ou de l'injustice, différentes philosophies et théories économiques entrent en œuvre. Elles s'accompagnent d'outils pour tenter de mesurer ce qui ressort des discriminations.
Ces inégalités salariales sont l'un des nombreux facteurs contribuant à la féminisation de la pauvreté.
L'écart de salaire entre les hommes et les femmes est souvent exprimé en pourcentage des revenus des hommes. 

### Des écarts globaux aux écarts individuels
En 1957, Gary Becker dans The "Economics of Discrimination" préconise de distinguer les écarts résultant d'une ségrégation sur le marché du travail de ceux résultant d'une discrimination (« Market discrimination refers to the incomes received by different groups and ignores their distribution in employment; market segregation refers to their distribution in employment and ignores their incomes. »). Cette préconisation conduit à la scission de l'analyse des facteurs concourant aux inégalités salariales, avec l'adoption du modèle économétrique d'Oaxaca en 1973 pour étudier les différences « toutes choses égales par ailleurs », tandis qu'une autre branche de l'analyse économique met en place des outils pour mesurer la ségrégation professionnelle.
Cette scission en deux champs est critiquée à partir des années 1990, puisqu'elle implique de raisonner « toutes choses égales par ailleurs » ou « toutes caractéristiques égales par ailleurs » alors que l'accès à ces caractéristiques n'est pas égal et qu'une part des différences de caractéristiques d'emploi utilisées dans le modèle d'Oaxaca (la « part expliquée » des différences salariales) reflète des barrières discriminatoires.
C'est toutefois ce type de modèle, se réclamant de la théorie du capital humain, qui est le plus souvent utilisé dans la mesure des différences salariales, masquant d'autres approches philosophiques ou économiques de la notion de discriminations.

### Secteur d'activité et division sexuelle du travail

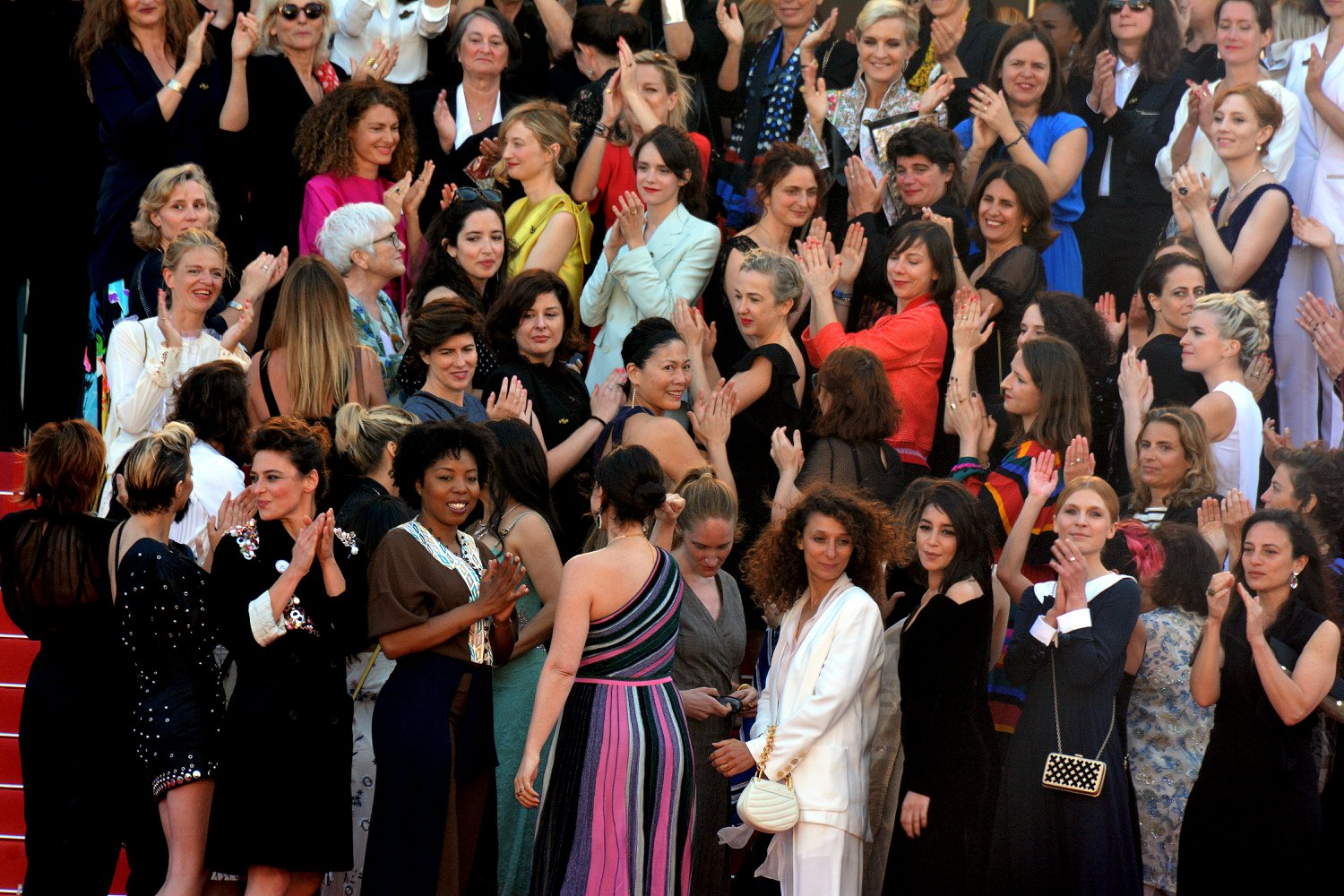
Manifestation des professionnelles du cinéma en faveur de l'égalité salariale et de la parité dans l'industrie du cinéma, lors du festival de Cannes 2018.

La construction de différences pouvant justifier les écarts salariaux entre hommes et femmes est de deux types : la construction de filières sexuées et la construction de conditions de travail différentes pour un même emploi. Le clivage par sexe se construit en Europe dans la seconde moitié du XIXe siècle lors de la seconde révolution industrielle. Les travaux nécessitant de la force ou salissants sont déterminés comme travaux masculins, tandis que ceux exigeant précision et dextérité sont reconnus comme féminins et moins bien payés. La mobilisation des femmes pendant la guerre au sein des usines d'armement leur permet d'être acceptées progressivement dans des secteurs d'industrie ou filières devenues mixtes. Toutefois, même dans le cas de branches mixtes, des différences subtiles entre poste permettent de justifier de salaires moindres. Le clivage s'accentue ensuite. En France, par exemple, l'établissement de conventions collectives sous le Front populaire a un effet pervers. Il revalorise les bas salaires des ouvrières, mais dans le même temps leur interdit l'accès aux emplois les plus qualifiés, celles des ouvriers professionnels, en la réservant aux titulaires de CAP. Or il n'existe alors qu'un seul CAP industriel ouvert aux femmes, celui de la couture. D'autres réévaluations de postes, comme le travail sur petites machines qui est déclassé en travail d'ouvrier spécialisé, tirent leurs salaires vers le bas.
Lorsque le contenu du travail est le même, une séparation entre ateliers féminins et masculins et de légères différenciations à la marge permettent de justifier et conserver des salaires féminins plus faibles, afin de maximiser les profits. Un employeur des années 1960 explique : « Il faut bien trouver un moyen de payer les hommes plus que les femmes ». En 1983, une grève des ouvrières composant un journal aux côtés d'hommes effectuant le même travail, mais étant moins payées, illustre les mêmes mécanismes dans L'histoire du clavier enchaîné. Initialement, les hommes, ouvriers du livre, étaient typographistes. Avec l'avènement de la photocomposition, d'anciennes dactylos furent reconverties en clavistes, et les ouvriers masculins basculèrent progressivement vers le même travail. Alors que la différence de salaires ne se justifiait plus, des matériels différents furent mis en place à la demande des ouvriers soucieux de préserver leur monopole. Les claviers des femmes n'étaient pas reliés directement à l'ordinateur, tandis que les claviers des hommes, intégrés aux photocomposeuses, leur permettaient de justifier leurs textes. Par la suite, lorsque les machines devinrent les mêmes pour les deux sexes, on demanda aux ouvrières une cadence de saisie supérieure avec une auto-correction permettant de rester sous le seuil de 5 % d'erreurs, tandis que les ouvriers étaient chargés de l'intégralité de leurs propres auto-corrections et des erreurs résiduelles des textes des ouvrières. Ce fut le prétexte d'une qualification supérieure pour les hommes, qui non seulement leur donnait un salaire supérieur de deux à trois mille francs, mais s'accompagnait d'une différence de traitement : travail au rendement, pauses limitées à 20 minutes par jour, horaires fixes et vitesse attendue de 380 lignes par heure pour les femmes, travail "en conscience", pauses de 10 minutes par heure, possibilité de partir lorsque la tâche du jour est terminée, et rythme moyen demandé de 180 lignes par heure pour les hommes,.
Globalement, l'organisation sexuée du marché du travail aboutit, en France, à une forte concentration des femmes dans les filières les moins bien rémunérées, s'accompagnant d'un travail à temps partiel souvent imposé pour les qualifications les plus basses, et conduisant à une précarité organisée. Cet écart par filière n'est pas propre à la France,,.
La ségrégation entre différents métiers se mesure à l'aide du critère de dominance, qui fait apparaître les métiers à dominance féminine, masculine ou mixtes. Ces secteurs plus ou moins rémunérateurs ne sont pas stables dans le temps ni entre pays. Ils ne résultent donc pas d'un déterminisme biologique, mais d'une division sexuelle du travail reposant sur deux grands principes : principe de séparation (il y a des travaux d’hommes et des travaux de femmes) et principe hiérarchique (un travail d’homme « vaut » plus qu’un travail de femme), principes valables pour toutes les sociétés connues.

### Plafond de verre
Majoritairement moins bien payées, les femmes sont aussi moins souvent promues à des postes de direction et bénéficient par conséquent moins souvent que les hommes des salaires supérieurs qui vont avec. D'après La Gazette des communes, en France, les femmes représentent 59,1 % des fonctionnaires, avec une pointe à 77 % dans la fonction publique hospitalière, suivie de l’Éducation nationale. Au total, toutes administrations confondues, elles occupent 16 % des emplois de direction, le taux le plus faible étant à l'Éducation nationale où seulement 11,3 % de femmes participent à la direction.
Paradoxalement, aux États-Unis comme en France, les diplômés des maîtrises en administration des affaires (MBA) sont en grande partie des femmes (à 43 % pour les États-Unis) mais 1,5 % des PDG sont des dirigeantes et au sein des 1 500 plus grosses entreprises américaines, elles ne représentent que 2,5 % des postes les mieux payés.
D’une étude statistique faite sur 2 000 diplômés du MBA de l'université de Chicago, il ressort que :
1. les femmes sont moins nombreuses à suivre le cursus « finance », or ce cursus est fortement corrélé avec une forte rémunération.
2. même sans enfants, les femmes travaillent moins que les hommes. Cumulé sur quinze ans de carrière, cela équivaut à un écart temporel de six mois.
3. les femmes sont plus enclines à interrompre leur carrière : seuls 10 % des hommes contre 40 % des femmes ont fait une interruption de plus de six mois. Le « handicap professionnel » représenté par le fait de faire des enfants et de s’en occuper explique une partie de l'écart mais pas la totalité[Par exemple ?].

### Temps de travail
Les femmes travaillent en moyenne moins que les hommes (selon l'OCDE, les femmes en France travaillent en moyenne 34,0 heures par semaine contre 38,4 heures pour les hommes) et les interruptions de carrières plus fréquentes. Cela représente 11 % des écarts de rémunération entre les hommes et les femmes. Ainsi, il est donc possible que les employeurs anticipent ce phénomène qui représente un coût, et sont donc moins disposés à investir dans la carrière de leurs employées. Aussi, d'après l'INSEE, 8 % des hommes travaillent à temps partiel, contre 27 % pour les femmes. Enfin, parmi les femmes interrogées, à travers le monde, elles seraient près de 40 % à vouloir être en mesure de choisir leurs horaires de travail pour faciliter l'équilibre entre la vie familiale et professionnelle.

### Sondage d’opinion
Près de 70 % des adultes pensent qu'il n'existe pas réellement d'écarts entre les salaires des hommes et des femmes à travail égal, et les nient, ou les attribuent à des choix personnels faits par les femmes. D'autres pensent qu'il existe des écarts, mais que ces écarts peuvent s'expliquer. Or tous les écarts ne sont pas explicables, et « explicables » ne signifie pas pour autant « justifiés » ou « juste ».

## Dans le monde
Un rapport des Nations unies montre qu’en 2004, les femmes travaillant dans le secteur manufacturier ont, presque partout dans le monde, un salaire inférieur à leurs homologues masculins indépendamment de leur âge, de leur expérience et d’autres facteurs. Au Royaume-Uni, leur salaire moyen est de 79 % de celui d’un ouvrier, au Japon de 60 %, en France de 78 %, en Allemagne de 74 %. Dans les pays développés, la Scandinavie se distingue par sa (toute) relative égalité puisque les ouvrières gagnent 87 % du salaire moyen masculin au Danemark ou 91 % en Suède. Parmi les pays les plus inégalitaires, le Botswana et le Paraguay avec 53 %. Parmi les pays où l’inégalité est inversée, se trouvent la Suisse (133 %) et le Qatar (194 %),.
Plus récent, un rapport commandé par la Confédération syndicale internationale montre qu’en 2008 l’écart moyen des soixante-trois pays recensés est de 15,6 % (le salaire d’une femme se monte en moyenne à 84,8 % de celui d’un homme). Ces statistiques excluent le secteur informel.
Pour l'OCDE, qui ne prend en compte que les temps pleins dans ses pays membres, le salaire médian des femmes est de 11,9 % inférieur à celui des hommes en 2021. L'OCDE publie régulièrement les données depuis l'année 2000 des pays membres. La dernière publication[Quand ?] a été publiée le 1er octobre 2017 et concerne l'année 2015. Le salaire médian des femmes reste inférieur de 15 % à celui des hommes sur la zone de l'OCDE. Le constat est que l'écart ne se réduit pas ou plus depuis plusieurs années.
Au Royaume-Uni, les femmes âgées de moins de 30 ans gagnent en moyenne 1 111 livres de plus par an que les hommes de la même classe d'âge.

### Aux États-Unis
Aux États-Unis, malgré la Equal Pay Act voté en 1963, en 2019, le salaire médian des femmes était de 18,5 % inférieur à celui des hommes selon l'OCDE. Il existe plusieurs facteurs explicatifs à cet écart selon PayScale (en) (moindre progression des carrières, sous-représentation des femmes dans les postes de direction, ségrégation du travail, etc.) ; une fois pris en compte tous ces facteurs, à emploi et qualifications identiques, il reste encore un écart de 2 % non expliqué, qui monte à 3 % pour les groupes ethniques défavorisés,. Selon Glassdoor, cet écart inexpliqué est de 4,9 %,.

#### Cinéma
À partir de la fin des années 1990, des acteurs américains (Paul Newman et Mark Wahlberg notamment), décident de donner une partie de leur cachet à leurs partenaires féminines au cinéma pour compenser l'écart de rétribution - ou à des associations luttant contre le sexisme,,,. Le magazine Forbes révèle que l'acteur le mieux payé d'Hollywood en 2014, Robert Downey Jr., a reçu 28 millions de dollars de plus que l'actrice la mieux payée, Jennifer Lawrence (lauréate d'un Oscar), ; encore en 2017, Mark Wahlberg perçoit un montant plus de mille fois supérieur à celui de sa partenaire, Michelle Williams pour le film Tout l'argent du monde,.

#### Autres
Selon une étude, aux États-Unis, les femmes âgées entre 22 et 30 ans, célibataires, citadines et sans enfant gagnent en moyenne 8% de plus que les hommes à situation similaire.

#### Données brutes: évolution du salaire annuel médian
En 2010 aux États-Unis, le salaire annuel médian d’un homme travaillant à temps complet s’élevait à 49 221 $, tandis que celui d’une femme était de 38 097 $, soit un salaire inférieur de 22,6 % à celui de son homologue masculin. Cependant, l'écart s'est réduit au cours des dernières décennies.
| Année                                 | 1960   | 1970   | 1980   | 1990   | 2000   | 2010   |
| Salaire hommes ($)                    | 35 676 | 46 346 | 48 369 | 46 173 | 48 654 | 49 221 |
| Salaire femmes ($)                    | 21 646 | 27 515 | 29 098 | 33 068 | 35 868 | 38 097 |
| Salaire femmes en % du salaire hommes | 60,7 % | 59,4 % | 60,2 % | 71,6 % | 73,7 % | 77,4 % |

#### Évolution du salaire hebdomadaire médian
En 2010 aux États-Unis, le salaire hebdomadaire médian d’un homme travaillant à temps complet s’élevait à 850 $, tandis que celui d’une femme était de 690 $, soit un salaire inférieur de 18,8 % à celui de son homologue masculin.
| Année                                 | 1970   | 1980   | 1990   | 2000   | 2010   |
| Salaire hommes ($)                    |        | 854    | 828    | 837    | 850    |
| Salaire femmes ($)                    |        | 546    | 595    | 644    | 690    |
| Salaire femmes en % du salaire hommes | 62,3 % | 63,9 % | 71,9 % | 76,9 % | 81,2 % |

#### Cas de la Silicon Valley en 2014
Une étude parue fin 2014 sur les écarts de rémunération au sein de la Silicon Valley, montre que les écarts de salaires sont d'autant plus élevés que le poste occupé dans les grilles de qualification est haut. Les hommes titulaires d'un diplôme Graduate reçoivent un salaire supérieur de 73 % en moyenne à celui d'une femme de même niveau universitaire. En 2010, cet écart était de 93 %. Cette différence dans le secteur de l'informatique, disant manquer de candidats, est supérieure à celle constatée en moyenne sur l'ensemble de l'État californien.
En 2015, la Californie se dote d'une loi défendant l'égalité de salaires entre hommes et femmes.

### En France
Selon l'INSEE, en 2022,  le revenu salarial moyen des femmes est inférieur de 23,5 % à celui des hommes. Cet écart s'explique en partie par le fait que les femmes travaillent moins que les hommes et sont plus souvent à temps partiel. Ainsi, à temps de travail identique, le salaire moyen des femmes est inférieur de 14,9 % à celui des hommes. De plus, les femmes n’occupent pas le même type d’emploi et ne travaillent pas dans les mêmes secteurs que les hommes. Ainsi, à poste comparable, c’est-à-dire à même profession exercée pour le même employeur, l’écart de salaire en équivalent temps plein se réduit à 4,0 %. En définitive, dans le secteur privé en France en 2022, le salaire des femmes est inférieur de 4 % à celui des hommes, à temps de travail et poste comparables. 
Selon une étude de l'Observatoire des inégalités publiée en mars 2024, en France, dans le secteur privé, les femmes gagnent 24 % de moins que les hommes en moyenne. Cependant, à temps de travail et poste équivalents, l’écart de salaire se réduit à seulement 4 %. Ceci s'explique par le fait que les femmes travaillent moins que les hommes et s'orientent vers de métiers moins bien payés. 
En 2017, l'hebdomadaire britannique The Economist, sur la base d'une étude du cabinet de recrutement Korn Ferry, rapporte qu'en France l'écart salarial entre hommes et femmes est de 15,1%. En contrôlant pour le type de poste, l'entreprise et le niveau de responsabilité, l'écart salarial entre hommes et femmes chute à 2,7%. 
L'écart de salaires se creuse pour les familles d'un ou plusieurs enfants, atteignant 22 %. En outre, le rapport note que le taux d'emploi des femmes en France est de 60 % contre 68,1 % pour les hommes (dans le monde, il est de 56,7 % pour les femmes et de 73 % pour les hommes). Le rapport note qu'une réduction de cet écart permettrait d’accroître le PIB de 12 % en 20 ans, encourageant l'emploi féminin ; il déplore les politiques d'austérité mises en place dans les pays industrialisés, les femmes salariées étant les premières à en pâtir, tant au niveau des salaires, des recrutements que de la politique familiale.
En 2012, un rapport de l'OCDE établit qu'en France la différence de salaires horaires médians entre femmes et hommes travaillant à temps plein dans la tranche 25-44 ans était quasiment nulle lorsqu'aucun enfant n'était présent dans la famille. La différence s'établissait alors à 12 % en défaveur des femmes-mères par rapport aux hommes-pères lorsqu'un ou plusieurs enfants étaient présents dans le foyer. En 2016, le cabinet Glassdoor, reprend ces chiffres 2012 de l'OCDE. Le Parisien prend partiellement appui sur ces chiffres et sur ceux d'un blog interne, pour conclure qu'à poste égal la différence de salaires entre femmes et hommes serait quasiment nulle (0,4 %) lorsqu'aucun enfant n'est présent dans la cellule familiale. En revanche, les femmes qui ont eu au moins un enfant gagnent 12,4 % de moins que les hommes.[pertinence contestée] Toutefois, une autre étude de Glassdoor de 2016 fait apparaître des écarts de salaires réels, dont des différences inexpliquées de 6,3 % pour la France. L'étude ne prend cependant pas en compte les écarts avec ou sans enfants dans la cellule familiale.

En 2024, l'écart est toujours de 7% selon l'Apec.

#### Évolution des salaires mensuels nets moyens
En 2016, le salaire mensuel net moyen d’un homme travaillant à temps complet s’élevait à 2 431 euros, tandis que celui d’une femme était de 1 969 euros, soit un salaire inférieur de 19 % à celui de son homologue masculin.
| Année                                 | 2000   | 2005   | 2010   | 2015   | 2016   |
| Salaire hommes (euros)                | 1 825  | 2 037  | 2 285  | 2 418  | 2 431  |
| Salaire femmes (euros)                | 1 459  | 1 652  | 1 808  | 1 950  | 1 969  |
| Salaire femmes en % du salaire hommes | 79,9 % | 81,1 % | 79,1 % | 80,6 % | 81,0 % |

#### Évolution des salaires horaires nets moyens
| Année                                 | 2008   | 2009   | 2010   | 2011   | 2012   | 2013   | 2014   | 2015   |
| Salaire hommes (euros)                | 14,29  | 14,46  | 14,70  | 14,95  | 15,45  | 15,55  | 15,70  | 15,80  |
| Salaire femmes (euros)                | 11,83  | 12,05  | 12,31  | 12,58  | 13,01  | 13,16  | 13,30  | 13,50  |
| Salaire femmes en % du salaire hommes | 82,8 % | 83,3 % | 83,7 % | 84,1 % | 84,2 % | 84,6 % | 84,7 % | 85,4 % |

#### Secteurs et temps de travail
L’INSEE constate que « pendant leurs six premières années de vie active, les hommes ont des salaires médians supérieurs de 10% à ceux des femmes : 1 380 euros par mois, toutes primes comprises, pour les hommes et 1 260 euros pour les femmes en 2008. »
- Les femmes sont plus représentées dans les métiers et secteurs les moins rémunérateurs, et au sein d'un même secteur, elles sont moins représentées dans les emplois les plus rémunérés ou les plus qualifiés[16]. Toutefois, lorsque ces femmes sont présentes dans les filières les mieux rémunérées, l'écart de salaire avec les hommes est encore plus important[59].
- Les femmes ont plus souvent recours au temps partiel[60] or le temps partiel est moins bien rémunéré que le temps plein. En France, la décote du salaire horaire pour cause de temps partiel est estimée en 2010 à 12 % pour les femmes, et 8 % pour les hommes[61]. De plus, le temps partiel affectant très majoritairement les femmes, qu'il soit choisi ou imposé, son recours accroit les inégalités salariales globales[61].
- À temps complet, les hommes travaillent effectivement plus d'heures que les femmes[62].
- À cause du temps partiel et des congés de maternité plus long que les congés de paternité, ou arrêt volontaire de toute activité, les femmes accumulent moins d'expérience.
- La rémunération augmente avec l'âge, or des exemples montrent que les femmes connaissent un taux d'inactivité plus élevé que les hommes après 55 ans ; de sorte qu'elles cessent leur activité au moment où elles gagneraient le plus, faisant ainsi diminuer la moyenne. Toutefois l'inégalité salariale s'accroît avec l'âge, et triple par rapport à celle constatée en début de carrière[63].
- Il y a moins de femmes cadres que d'hommes cadres, et les femmes cadres administratives ont une rémunération inférieure de 25 % à celles des hommes[59].

L'INSEE corrige certaines de ces disparités, en calculant la différence "toutes choses étant égales par ailleurs" en extrapolant le temps partiel en temps plein, et en comparant des salaires de postes équivalents, selon le secteur d'activité et le niveau de responsabilité. Mais l'INSEE regrette de ne pas avoir de données sur l'ancienneté et ne peut donc comparer que les salaires de personnes ayant le même âge, sans pouvoir tenir compte des interruptions de carrière et du temps partiel induisant une expérience moindre. Cette correction ne tient pas compte non plus du diplôme.

### En Belgique
Dans le Moniteur belge du 28 août 2012, la loi du 22 avril 2012 visant à lutter contre l'écart salarial entre hommes et femmes contient les nouvelles obligations suivantes pour l'entreprise :
- bilan social : ventilation des données salariales selon le genre des travailleurs ;
- un rapport analytique biannuel au sujet d'une politique de rémunération sexuellement neutre sur le plan du genre ;
- un plan d'action au sujet d'une politique de rémunération sexuellement neutre sur le plan du genre ;
- désignation d'un médiateur au sein de l'entreprise[64]

Entre 2010 et 2019, l'écart salarial moyen entre les femmes et les hommes est passé de 10,2% à 5,8%.

### En Estonie
En 2016, l'Estonie a lancé un programme visant à combattre l'inégalité de revenus entre les sexes. Malgré ces mesures, le pays est l'un de ceux où les inégalités salariales entre hommes et femmes sont les plus élevées dans l'Union européenne, avec des écarts moyens de 21,7% (en 2021).

## Critiques

### Travail égal ou travail de valeur égale
L'Organisation internationale du travail (OIT) a constaté que la définition quelquefois très restrictive de « travail égal » (travail identique ou similaire dans des conditions équivalente, ce qui limite l'égalité de salaires aux emplois dans le même domaine d’activité et dans la même entreprise, voire de niveau égal de complexité, de responsabilité et de difficultés ou requérant le même niveau de qualification), aboutissait à dévaloriser certaines compétences plus souvent mises en œuvre dans des métiers plus typiquement occupés par des femmes, « car ces compétences sont considérées comme des caractéristiques qui leur sont « inhérentes » plutôt que des compétences acquises par l’expérience ou la formation ». C'est le cas par exemple de la force physique, qui est valorisée, tandis que la dextérité n'est pas, ou moins, prise en compte. Il en va de même des efforts, responsabilités et conditions de travail associés à ces métiers à prépondérance féminine. Pour l'OIT, la classification des professions entre emplois « qualifiés » et « non qualifiés » est donc souvent sexiste ; elle relève aussi des facteurs purement discriminatoires dans le fait que les emplois ayant un intitulé féminin (vendeuse, assistante du directeur, cuisinière, etc.) sont généralement moins bien rémunérés que les mêmes emplois ayant un intitulé masculin (commercial, directeur-adjoint, chef). La ségrégation aussi bien verticale qu'horizontale qui en découle l'a poussée à définir la notion de « travail de valeur égale » dans la Convention no 100, dont les modalités d'évaluation sont laissées à l'initiative des pays ayant ratifié cette convention. Cette approche a ainsi conduit l'Australie à réévaluer sa politique salariale dans le secteur des services communautaires, des services sociaux, des soins à domicile et des services aux personnes handicapées, après une comparaison avec celle des travailleurs de services comparables de l’administration locale et des États. Au Canada, après une évaluation par la méthode de Hay, la Cour suprême a jugé qu'il y avait une inégalité entre hommes et femmes postiers, les tâches administratives, effectuées principalement par des femmes, étant de valeur égale aux tâches mieux rémunérées de tri et de livraison (opérations postales) réalisées principalement par des hommes.

### Critique du choix de la mesure
Selon certains statisticiens et économistes, les chiffres régulièrement avancés qui assurent que les femmes gagneraient de 20 à 25% moins que les hommes ne seraient pas liés à des discriminations hommes-femmes[réf. nécessaire].
Les différences mesurées « inexpliquées » sont selon eux parfaitement explicables et, à même niveau d’études, âge, expérience professionnelle, charges familiales, parcours professionnel, et secteur d'emploi, il n'existe pas de différence de salaire entre un homme et une femme même si « les métiers dits « à dominance féminine », qui regroupent en moyenne trois quarts de femmes, sont moins rémunérateurs que les métiers dits « à dominance masculine » ou « mixtes ». Un article du journal Le Figaro explique ainsi qu'il n'y a pas d'écart inexpliqué dans la classe des sportifs de haut niveau, puisque les footballeurs professionnels masculins sont mieux payés que les footballeuses en raison des revenus plus élevés qu'ils rapportent sur le marché, le sport masculin étant plus suivi médiatiquement : ainsi, selon lui, les écarts sont explicables par la nature du métier (footballeur masculin ou footballeuse). Il reproche à l'étude de la Dares[réf. nécessaire] de ne pas découper assez finement les groupes de métiers, soulignant en exemple que les écarts constatés chez les cadres bancaires s'expliqueraient alors mieux puisque « dans les établissements financiers, les hommes sont majoritairement cadres de direction, les femmes étant plus souvent cadres intermédiaires » . Les facteurs responsables de différences de salaire entre homme et femme sont le temps de travail (le travail à temps partiel est très majoritairement le fait de femmes), l’expérience professionnelle (les femmes font beaucoup plus souvent usage que les hommes de l’interruption de carrière essentiellement pour élever des enfants en bas âge), la répartition inégale suivant les secteurs d'activité (par exemple les hommes sont le plus enclins à se porter volontaires pour des travaux dangereux, à faire plus de temps de travail), des facteurs psychologiques (les femmes seraient 9 fois moins enclines que les hommes à négocier une augmentation) sans qu'une discrimination de la part de l'employeur envers le sexe de l’employé ait une quelconque signification. En conclusion, les hommes et les femmes ne participent pas de la même manière au marché du travail et comparer en bloc les salaires n'a pas de sens. Une analyse des écarts salariaux dans une entreprise municipale de transports, où les règles sont très égalitaires, montre que ces écarts proviennent en grande partie d'une attitude différente vis-à-vis de l'acceptation et de la gestion des heures supplémentaires, notamment lorsque ces heures sont planifiées en dernière minute. Les femmes effectuent moins d'heures supplémentaires, tandis que les hommes savent mieux jouer avec le système, en échangeant des heures payées à taux normal le week-end contre des heures supplémentaires en semaine, grâce à l'utilisation d'absences autorisées pour raisons familiales. Un durcissement des conditions d'attribution de ces journées d'absence et un changement de la prise en compte des heures supplémentaires, calculées à la semaine au lieu de la journée, a entrainé une réduction de l'écart salarial, tout en augmentant le recours aux absences imprévues,.
Cependant, ces critiques attribuent à des choix délibérés des femmes ces situations. Or ce n'est pas toujours le cas, et par exemple le choix d'un temps partiel correspond en partie au poids de stéréotypes pesant sur les femmes (par exemple leur disponibilité attendue pour s'occuper des enfants ou des personnes dépendantes) et d'autre part il est plus souvent subi que pour les hommes.
De la même façon, en moyenne, les femmes se dirigent en priorité vers des emplois moins risqués ou demandant moins de compétition, et donc théoriquement moins bien rémunérés, mais dans le même temps la féminisation d'un métier s'accompagne d'une baisse du salaire dans le secteur.
Concernant les négociations salariales, les moindres résultats sont quelquefois attribués à des comportements différenciés. Une note du Conseil économique et social considère que les femmes auraient tendance à moins négocier. Le Conseil d'analyse économique relève toutefois qu' « elles sont pénalisées quand elles ont des « attitudes masculines ». Les études d’entreprise montrent que les femmes qui mettent en place une négociation avec des supérieurs (concernant leur salaire ou un autre sujet) reçoivent des évaluations négatives de leurs supérieurs, ce qui n’est pas le cas pour les hommes ». Selon les auteurs de SuperFreakonomics (en), une étude réalisée par des économistes comportementalistes aurait montré que les femmes sont moins motivées à gagner de l'argent[réf. nécessaire]. Selon eux, le mythe de la jeune louve aux dents longues n'a jamais existé et n'existera sans doute jamais. Toutefois Le Figaro relève en 2016 que « les femmes sont plus nombreuses à demander une augmentation, mais moins à en obtenir » : 41 % d'entre elles avaient demandé une augmentation de salaire, contre 39% pour les hommes ; seules 25 % d'entre elles en avaient obtenu une, contre 31 % chez les hommes. Le site d'emploi Glassdoor, s'interrogeant sur un éventuel « manque de confiance des femmes » constate qu'en données corrigées, lors d'un changement d'emploi, elles aspirent au même pourcentage d'augmentation que les hommes (33 %), mais que partant d'un salaire plus faible à la base, l'écart de salaire ne peut que s'accroître sur ces bases.

### Limite et critique de l'interprétation d'une discrimination

#### Discrimination faible à nulle en France
Des économistes considèrent que la part de discrimination est faible, voire nulle. L'étude de Bruno Crépon, Nicolas Deniau et Sébastien Pérez-Duarte de 2002 observe que : « dans l'ensemble, nos études concluent qu'il y a peu ou pas de discrimination en France ». La même étude nuance plus loin : « Les femmes sont également moins payées que les hommes : 14% dans l'industrie et 9% dans les secteurs non industriels ».
En 2017, une analyse parue dans The Economist reprend les données d'une étude de Korn Ferry, cabinet de consultants et relève que, à partir d'écarts élevés des salaires moyens, si l'on recalcule ces écarts à même niveau d'emploi, dans la même société et aux mêmes fonctions, les écarts entre hommes et femmes deviennent alors très faibles (passant de 28,6 % à 0,8 % en Grande-Bretagne, de 17 % à 2,7 % en France et de 15,1 % à 3 % en Allemagne). Ces écart recalculés, ne signifient pas pour autant l'absence de discriminations fondées sur le sexe, mais la question ne résiderait donc pas tant dans la maxime « à travail égal, salaire inégal », que dans les raisons qui font que les femmes sont amenées à travailler dans des postes subalternes et dans des entreprises à plus bas salaires.

#### Discrimination non mesurable
La discrimination pouvant être mesurée avec d'autres variables comme la personnalité ou l'investissement dans le travail, certaines sources estiment qu'il n'est pas possible d'isoler une part de « discrimination pure » à partir des données observées. Le Département du Travail des États-Unis, mettait en doute la possibilité d'une mesure fiable de la discrimination en 2009 : « il n'est pas possible, et il ne sera vraisemblablement jamais possible, de déterminer de manière fiable si une proportion de l'écart salarial observé n'est pas attribuable à des facteurs qui avantagent les femmes et les hommes différemment pour des raisons sociales, et donc qu'il correspond réellement à une discrimination contre les femmes ». En France, l'INSEE nuance la formule « toutes choses égales par ailleurs » en précisant que « par nature, cet écart reflète à la fois l'effet des pratiques salariales discriminatoires à l'encontre des femmes et l'effet possible des caractéristiques rémunératrices inobservables liées aux individus, aux postes occupés et, le cas échéant, aux entreprises dans lesquelles se situent ces emplois » et remarque « une autre partie de l'écart salarial assimilé ici à de la discrimination salariale peut être liée à une plus grande disponibilité des hommes dans leur travail. ».

## Lutte contre les discriminations salariales

### Statistiques de plaintes
En 2012, en France, environ 240 plaintes ont été déposées pour discrimination salariale et sur la période 2013-2018, seules 157 entreprises ont été condamnées pour discrimination salariale liée au sexe. Ces chiffres sont faibles compte tenu de l'écart salarial mesuré, ce que Brigitte Grésy justifie par la complexité des démarches administratives et par la peur d'une exclusion de l'entreprise.

### Sources primaires
- Commission européenne, AMECO (Annual macro-economic database)
- Organisation internationale du travail : ILO Global Wage database
- ILOSTAT
- Banque mondiale : IMF World Economic Outlook database
- Banque mondiale : World Bank Open database
- OCDE: OECD Earnings database

### Sources généralistes
- (en) International labor organization, Global Wage Report 2018/19 : What lies behind gender pay gaps, Genève, International Labour Office, 2018, XX+159 p. (ISBN 978-92-2-031346-6, OCLC 1080647580, lire en ligne [archive] [172 p.], sur ilo.org (ISBN 978-92-2-031347-3, OCLC 1301394461) [PDF]).
- (en) Christina Boll, Julian Leppin, Anja Rossen et André Wolf, European Commission, Directorate-General for Justice and Consumers, Magnitude and impact factors of the gender pay gap in EU Countries, Luxembourg, Publications Office of the European Union, 2016, 147 p. (ISBN 978-92-79-56857-2, OCLC 972198486, DOI 10.2838/273601, présentation et lecture en ligne, sur op.europa.eu, lire en ligne [archive] [148 p.], sur archive.wikiwix.com (OCLC 954068096) [PDF]).
- (en) Elise Gould, Jessica Schieder et Kathleen Geier, « What is the gender pay gap and is it real? : The complete guide to how women are paid less than men and why it can’t be explained away », [PDF], sur Economic Policy Institute, 20 octobre 2016.

### Comparaison internationale
- Blau, F.D.; Kahn, L.M. 2003. “Understanding international differences in the gender pay gap”, in Journal of Labor Economics, Vol. 21, Issue 1 (Chicago, IL, University of Chicago Press), pp. 106–144.
- Oostendorp, Remco H. « Globalization and the Gender Wage Gap ». The World Bank Economic Review 23, nᵒ 1 (1 janvier 2009): 141‑61. https://doi.org/10.1093/wber/lhn022.

### Méthode de calcul
- Fortin, N.; Lemieux, T.; Firpo, S. 2011. “Decomposition methods in economics”, in O. Ashenfelter and D. Card (eds): Handbook of Labor Economics (Amsterdam, Elsevier), pp. 1–102.
- Grimshaw, D.; Rubery, J. 2002. The adjusted gender pay gap: A critical appraisal of standard decomposition techniques, Report for the Equal Opportunities Unit in the European Commission, European Work and Employment Research Centre (EWERC), Manchester School of Management, United Kingdom, Mar

### Féminisation des métiers
- Murphy, E.; Oesch, D. 2015. The feminization of occupations and change in wages: A panel analysis of Britain, Germany and Switzerland, SOEP Papers on Multidisciplinary Panel Data Research Paper No. 731, Feb., German Socio-Economic Panel Study (SOEP), DIW Berlin, Germany.

### Préconisations politiques, syndicalisme
- ILO (2016) Closing the gender pay gap: A review of the issues, policy mechanisms and international evidence
- Eurofound. 2010. Addressing the gender pay gap: Government and social partneractions (Dublin).
- Rubery, J.; Johnson, M. Forthcoming. Closing the gender pay gap: What role for unions? (Geneva, ILO).

### Ouvrages spécialisés
- Rachid Boumahdi, Jean Michel Lattes et Jean Michel Plassard, « Droit et économie de la discrimination sur le marché du travail », Travail et Emploi, no 104,‎ octobre-décembre 2005, p. 55-68 (lire en ligne)
- Stéphane Moulin, Réexamen des inégalités entre hommes et femmes sur le marché du travail : des philosophies politiques aux évaluations empiriques (Thèse de doctorat), Université d'Aix-Marseille - Laboratoire d'économie et de sociologie du travail, 2005 (lire en ligne)
- Sibylle Gollac, Céline Bessière, Le genre du capital - Comment la famille reproduit les inégalités, La Découverte, 2020.